# Ministère de l'Éducation (Azerbaïdjan)
Pour les articles homonymes, voir Ministère de l'Éducation.
Le ministère de la Science et de l'Éducation de la République d'Azerbaïdjan (en azéri: Azərbaycan Respublikasının Elm və Təhsil Nazirliyi) est une agence gouvernementale au sein du Cabinet de l'Azerbaïdjan chargée de réglementer le système éducatif en Azerbaïdjan. Le ministère est dirigé par Emin Amrullayev,.

## Histoire
Le ministère de l'Éducation était l'une des agences gouvernementales créées le 18 mai 1918 lorsque la République démocratique d'Azerbaïdjan a déclaré son indépendance. La première agence nommée le ministère des Lumières publiques était composé de trois départements :
- enseignement secondaire général
- enseignement spécialisé supérieur et secondaire
- écoles professionnelles.

Le conseil des ministres de l'Azerbaïdjan a approuvé la motion le 30 juin 1920.

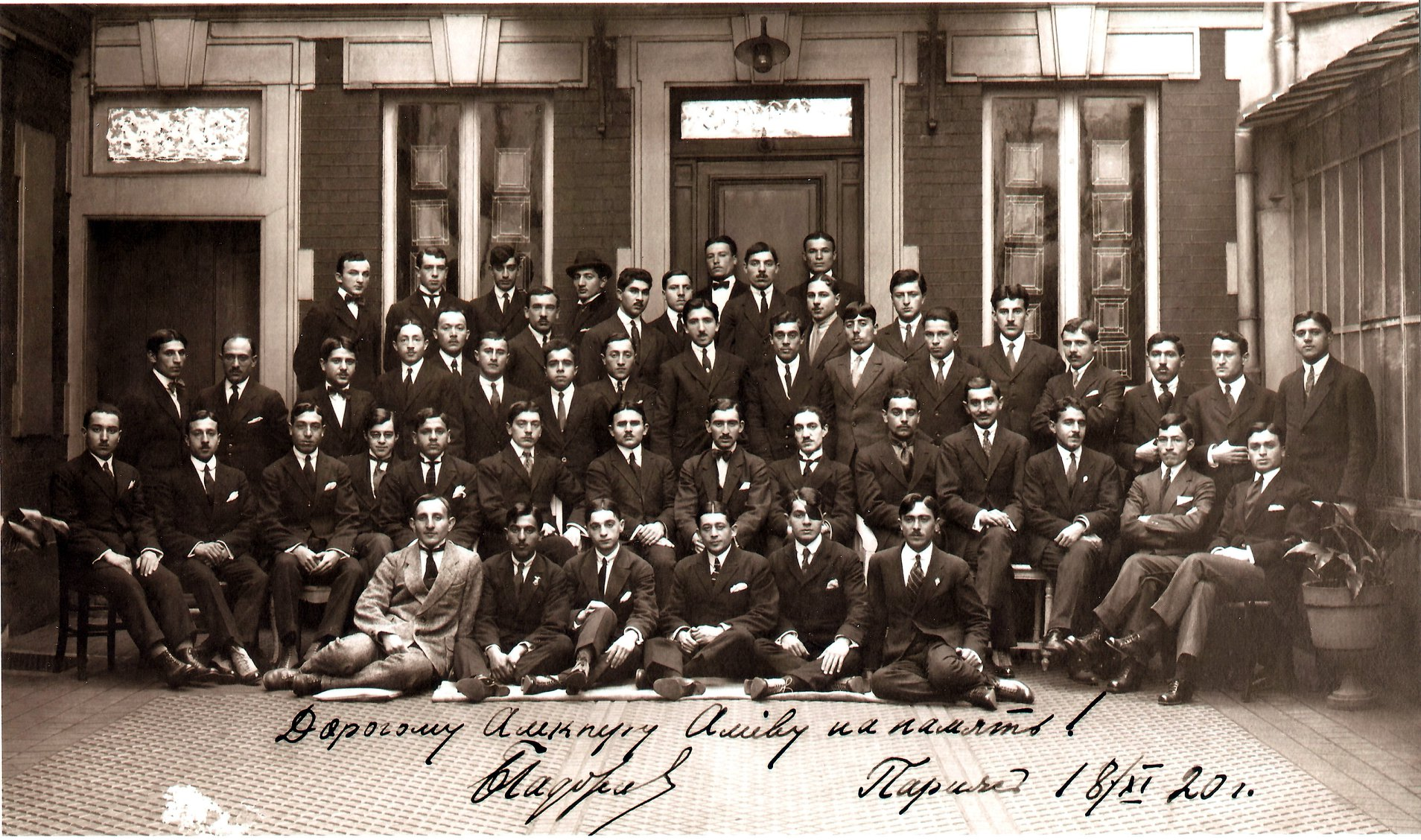
Groupe d'étudiants azerbaïdjanais à Paris en 1920.

Après la création du pouvoir soviétique en Azerbaïdjan le 28 avril 1920, le ministère a été transformé en Commissariat aux Lumières par le décret n°1 du conseil des ministres de la République socialiste soviétique d'Azerbaïdjan , sous la supervision directe de tous les établissements d'enseignement de la république. En 1940, le conseil des ministres a approuvé la création d'un département gouvernemental distinct chargé du contrôle des activités des institutions professionnelles. En 1959, les autorités ont transformé l'entité en comité d'État de l'enseignement professionnel qui a fonctionné jusqu'en 1988. En 1959, le conseil des ministres a également approuvé la création du comité de l'enseignement supérieur et secondaire transférant tous les établissements d'enseignement secondaire et supérieur sous son contrôle. De 1964 à 1988, il a agi comme une agence gouvernementale indépendante. En 1988, tous les organismes d'éducation ont été abolis par décret du conseil des ministres et le ministère de l'Éducation nationale a été créé à leur place. Le ministère de l'Éducation publique a été réorganisé sous le nom de "ministère de l'Éducation" par décret du 3 septembre 1993 du président de la République d'Azerbaïdjan, Heydar Aliyev. Les règlements du ministère ont été approuvés par décret présidentiel du 1er mars 2005. En 2013, Mikayil Jabbarov a été nommé ministre de l'Éducation.
En 2020, Emin Amrullayev a été nommé ministre de l'éducation.
Le 28 juillet 2022, par décret du président de l'Azerbaïdjan, les instituts de l'Académie nationale des sciences liées aux sciences techniques et naturelles ont été transférés à la subordination du Ministère de la Science et de l'éducation de l'Azerbaïdjan.

## Fonctions du ministère
Le ministère de l'éducation est chargé de :
- la politique centralisée de l'État dans le domaine de l'éducation ;
- formulation du concept de développement du système éducatif, développement du programme de fonctionnement ;
- garantir l'égalité des droits des citoyens en matière d'éducation ;
- réglementation et inspection de la qualité de l'éducation ;
- préparation d'un modèle organisationnel et économique spécial ;
- l'introduction de mécanismes pour la gestion d'un caractère démocratique ;
- calculer les besoins du marché du travail dans le processus de formation du personnel qualifié ;
- intensification maximale de la fourniture des établissements d'enseignement en termes de méthodologie et de science ;
- coordination de la coopération internationale[2].

## Les droits du ministère
Le ministère a le droit de préparer des actes juridiques éducatifs, de faire des propositions pour les améliorer, de délivrer des décrets, de recruter et de licencier des employés en vertu de la loi sur l'éducation, ainsi que de prendre des mesures pour les encourager. Le ministère peut exiger des informations et des références des organes exécutifs compétents, des organisations opérant dans le domaine de l'éducation, surveiller tous les établissements d'enseignement en Azerbaïdjan. L'émission et la suppression des licences pour l'activité éducative comprennent également les droits du ministère. Parallèlement, le ministère de l'Éducation de l'Azerbaïdjan peut représenter l'Azerbaïdjan dans les relations et événements éducatifs internationaux et il a le droit de signer des contrats et des mémorandums avec les organismes publics étrangers compétents et les organisations internationales actives dans le domaine de l'éducation.

## Structure
Le ministère est dirigé par le ministre et trois vice-ministres. Il existe également un département de l'éducation distinct pour la capitale Bakou. Les fonctions du ministère comprennent, entre autres, l'application des procédures et des politiques gouvernementales dans le secteur de l'éducation, la détermination des concepts de développement du système éducatif de l'Azerbaïdjan et la préparation de programmes gouvernementaux pour leur réalisation; protection des droits des citoyens à recevoir une éducation appropriée, créer des conditions pour l'égalité dans les établissements d'enseignement ; assurer la qualité de l'éducation donnée aux citoyens du pays ; création de modèles économiques et organisationnels conformes aux normes modernes ; faire respecter les mécanismes démocratiques dans la gestion ; prévoir les marchés de la demande de main-d'œuvre en matière de formation de professionnels spécialisés ; accroître le potentiel scientifique et procédural dans les établissements d'enseignemen t; organisation et développement des relations internationales dans le secteur de l'éducation, etc. Il existe actuellement en Azerbaïdjan 36 universités publiques et 15 universités privées. Les rapports publiés par le ministère indiquent qu'en 2009, 20 953 étudiants de premier cycle et 3 526 étudiants diplômés sont entrés dans les universités du pays. Actuellement, 104 925 étudiants du premier cycle et des cycles supérieurs étudient dans des établissements d'enseignement supérieur, à l'exception des établissements d'enseignement supérieur spécialisés. Les universités emploient 11 566 professeurs et 12 616 membres du corps professoral dans le pays,,,.

## Relations internationales
Les relations internationales du ministère de l'Éducation de l'Azerbaïdjan se situent principalement dans les directions des échanges d'étudiants et de maîtres, rejoignant des recherches scientifiques et des programmes éducatifs internationaux.
Le ministère a adhéré aux conventions internationales sur l'éducation et coopère avec des organisations internationales telles que le Conseil de l'Europe et l'Union européenne (UE), l'UNESCO, l'UNICEF, l'ISESCO et la Fondation européenne pour l'éducation. Les universités azerbaïdjanaises ont rejoint le programme TEMPUS / TASIS financé par l'Union européenne,.
21 projets, représentant 4,4 millions d'euros et couvrant 16 établissements d'enseignement en Azerbaïdjan, ont été mis en œuvre dans le cadre du programme TEMPUS. Avec le soutien financier de ce programme, des mesures concernant les échanges d'étudiants, la préparation de spécialistes, l'organisation de stages à l'étranger, la mise à disposition d'établissements d'enseignement supérieur dotés de technologies et d'équipements pédagogiques ont été L'Académie d'administration publique sous la présidence de la République d'Azerbaïdjan, l'Académie d'État du pétrole d'Azerbaïdjan, l'Université des langues d'Azerbaïdjan, l'Université d'architecture et de construction d'Azerbaïdjan et l'Université Khazar.
En parallèle, le ministère de l'Éducation coopère avec la Chine, la Grande-Bretagne, le Japon, les États-Unis, la France, le Kazakhstan, l'Allemagne, la Russie, Israël, la Corée du Sud, le Royaume d'Arabie saoudite, la Turquie, l'Iran, l'Égypte, l'Inde, la L'Ouzbékistan et la Pologne dans le domaine de l'éducation et la direction du ministère visitent ces pays dans le cadre des programmes d'éducation menés conjointement avec ces pays.
Le ministère de l'Éducation a adhéré à la Convention de Paris de l'UNESCO (1979) et à la reconnaissance des diplômes d'enseignement supérieur et des diplômes scientifiques dans les états européens et dans les états d'Asie et du Pacifique. Il a également rejoint la convention de Lisbonne (1997) sur la reconnaissance des spécialités de l'enseignement supérieur en Europe.
Le ministère de l'Éducation de l'Azerbaïdjan coopère avec la Banque mondiale depuis 1999. Un certain nombre de projets ont été mis en œuvre dans le cadre de cette coopération. L'un de ces projets est le deuxième projet de développement du secteur de l'éducation. Le projet d'un montant de 45,4 millions de dollars (25 millions de dollars de la Banque mondiale et 20,4 millions de dollars du gouvernement de l'Azerbaïdjan) a été réalisé entre 2009 et 2016. L'objectif principal du projet qui couvre 3 phases et 6 composantes est d'améliorer l'efficacité des conditions d'enseignement et d'apprentissage.

### Protocoles et contrats
- Le ministère de l'Éducation de l'Azerbaïdjan a signé un protocole avec le ministère de l'Éducation de la Turquie dans le domaine de l'éducation et de la science le 4 novembre 1998 ;
- Un protocole sur l'éducation a été signé entre le ministère de l'Éducation de l'Azerbaïdjan et le British Council le 22 mai 1998 ;
- Le gouvernement azerbaïdjanais a signé un accord avec le Kazakhstan sur la coopération en matière de formation de spécialistes scientifiques et pédagogiques le 7 avril 2000 ;
- Le ministère de l'Éducation de l'Azerbaïdjan a signé un contrat de coopération dans le domaine de l'éducation avec le ministère de l'Éducation de la Chine en 2002 ;
- Un protocole sur la coopération dans le domaine de l'éducation et un contrat sur la reconnaissance mutuelle des diplômes et certificats d'enseignement ont été signés entre la Russie et l'Azerbaïdjan le 22 septembre 2002 ;
- Le ministère de l'Éducation de l'Azerbaïdjan a signé un mémorandum de coopération en matière d'éducation et de recherche avec le ministère iranien de la Recherche et de la Technologie le 20 mai 2002 ;
- Un mémorandum d'entente mutuelle a été signé entre le ministère de l'Éducation fédérale, de la Science et de la Culture de l'Autriche et le ministère de l'Éducation de l'Azerbaïdjan en octobre 2004 ;
- Un contrat de coopération dans le domaine de l'éducation a été signé en juillet 2003 entre le ministère de l'Éducation des états membres du GUAM et l'Azerbaïdjan ;
- Un contrat de coopération a été signé en mars 2004 entre le ministère de l'Éducation de l'Azerbaïdjan et le ministère de l'Éducation et de la Science de Géorgie ;
- Un contrat de coopération a été signé entre le ministère de l'Éducation de l'Azerbaïdjan et le ministère de l'Éducation et de la Recherche de Roumanie en octobre 2004 ;
- L'Azerbaïdjan et la Banque asiatique de développement ont signé un contrat de coopération dans le domaine de l'éducation le 9 novembre 2004.